# Jim Barnes (jugador de bàsquet)
Velvet James "Jim Bad News" Barnes (nascut el 13 d'abril de 1941 a Tuckerman, Arkansas i mort el 14 de setembre de 2002 a Silver Spring, Maryland), fou un jugador de bàsquet estatunidenc que va jugar durant 7 temporades a l'NBA, en la dècada dels 60. Fou el número u del draft de l'NBA del 1964. Feia 2,04 metres d'alçada, i jugava d'aler-pivot.

## Trajectòria esportiva

### Universitat
La seva etapa universitària va transcórrer als Miners de Texas-El Paso, on va ser nomenat All-American el 1964. Va ser triat per jugar amb la selecció dels Estats Units per disputar els Jocs Olímpics de Tòquio 1964, on van guanyar la medalla d'or.

### Professional
Va ser triat en el número 1 del Draft de l'NBA del 1964 pels New York Knicks, i en la seva primera temporada es va fer mereixedor d'aparèixer en el millor quintet de novells de la temporada, en fer una mitjana de 15,5 punts i 9,7 rebots per partit. Poc després de començar la temporada 1965-66 va ser traspassat als Baltimore Bullets, on va seguir mantenint uns bons números l'any que hi va ser. El que semblava anava a ser una carrera plena d'èxits ràpid es va truncar. A l'any següent recalaria als Los Angeles Lakers, on va passar a l'ostracisme de la banqueta, jugant poc més de 15 minuts per partit, la qual cosa seria una constant en la resta de la seva trajectòria en l'NBA.
Va passar pels Chicago Bulls i pels Boston Celtics, i va tornar la temporada 1970-71 a Baltimore, en el que seria la seva última temporada com a professional, retirant-se amb tan sols 29 anys. Va fer una mitjana, en els 7 anys que va jugar d'un total de 8,8 punts i 6,5 rebots per partit.
Va morir el 2002, víctima d'un infart de cor.

#### Estadístiques

##### Temporada regular
| Temporada | Edat | Equip              | Lliga |     | TIT | MIN  | TC  | TCA  | %TC  | 3 | 3PA | %3 | TL  | TLA | %TL  | R.of. | R.DEF. | REB  | ASIS | ROB | TAP | PER | FP  | PTES |
| 1964-65   | 23   | New York Knicks    | NBA   | 75  |     | 34.5 | 6.1 | 14.3 | .424 |   |     |    | 3.3 | 5.1 | .662 |       |        | 9.7  | 1.2  |     |     |     | 4.2 | 15.5 |
| 1965-66   | 24   | TOTAL              | NBA   | 73  |     | 30.0 | 4.8 | 11.2 | .425 |   |     |    | 2.9 | 4.2 | .684 |       |        | 10.3 | 1.3  |     |     |     | 3.9 | 12.4 |
| 1965-66   | 24   | New York Knicks    | NBA   | 7   |     | 37.6 | 5.7 | 12.9 | .444 |   |     |    | 4.3 | 6.0 | .714 |       |        | 10.3 | 1.3  |     |     |     | 4.7 | 15.7 |
| 1965-66   | 24   | Baltimore Bullets  | NBA   | 66  |     | 29.2 | 4.7 | 11.0 | .423 |   |     |    | 2.8 | 4.1 | .679 |       |        | 10.3 | 1.3  |     |     |     | 3.8 | 12.1 |
| 1966-67   | 25   | Los Angeles Lakers | NBA   | 80  |     | 17.5 | 2.7 | 6.2  | .437 |   |     |    | 1.6 | 2.3 | .684 |       |        | 5.6  | 0.6  |     |     |     | 3.3 | 7.0  |
| 1967-68   | 26   | TOTAL              | NBA   | 79  |     | 18.0 | 2.8 | 6.3  | .443 |   |     |    | 1.7 | 2.4 | .696 |       |        | 5.3  | 0.7  |     |     |     | 3.3 | 7.3  |
| 1967-68   | 26   | Los Angeles Lakers | NBA   | 42  |     | 17.0 | 2.4 | 5.6  | .430 |   |     |    | 1.4 | 2.1 | .670 |       |        | 5.0  | 0.6  |     |     |     | 3.2 | 6.2  |
| 1967-68   | 26   | Chicago Bulls      | NBA   | 37  |     | 19.2 | 3.2 | 7.1  | .455 |   |     |    | 2.0 | 2.8 | .718 |       |        | 5.5  | 0.8  |     |     |     | 3.5 | 8.5  |
| 1968-69   | 27   | TOTAL              | NBA   | 59  |     | 12.0 | 1.9 | 4.4  | .441 |   |     |    | 1.3 | 1.9 | .676 |       |        | 3.8  | 0.5  |     |     |     | 2.1 | 5.2  |
| 1968-69   | 27   | Chicago Bulls      | NBA   | 10  |     | 11.1 | 2.3 | 5.9  | .390 |   |     |    | 1.0 | 1.9 | .526 |       |        | 3.0  | 0.1  |     |     |     | 1.5 | 5.6  |
| 1968-69   | 27   | Boston Celtics     | NBA   | 49  |     | 12.1 | 1.9 | 4.1  | .455 |   |     |    | 1.3 | 1.9 | .707 |       |        | 4.0  | 0.6  |     |     |     | 2.2 | 5.1  |
| 1969-70   | 28   | Boston Celtics     | NBA   | 77  |     | 13.6 | 2.3 | 5.6  | .410 |   |     |    | 1.2 | 1.7 | .742 |       |        | 4.5  | 0.7  |     |     |     | 3.0 | 5.9  |
| 1970-71   | 29   | Baltimore Bullets  | NBA   | 11  |     | 9.1  | 1.4 | 2.5  | .536 |   |     |    | 0.6 | 1.0 | .636 |       |        | 1.5  | 0.7  |     |     |     | 2.1 | 3.4  |
| Total     |      |                    | NBA   | 454 |     | 20.8 | 3.4 | 7.9  | .429 |   |     |    | 2.0 | 2.9 | .684 |       |        | 6.5  | 0.8  |     |     |     | 3.3 | 8.8  |

##### Playoffs
| Temporada | Edat | Equip              | Lliga |    | MIN | TCA | TC | 3PA | 3 | TLA | TL | R.of. | REB | ASIS | ROB | TAP | PER | FP | PTES | %TC  | %3 | %FT   | MIN  | PTES | REB | AST |
| 1965-66   | 24   | Baltimore Bullets  | NBA   | 3  | 93  | 16  | 32 |     |   | 7   | 13 |       | 28  | 3    |     |     |     | 15 | 39   | .500 |    | .538  | 31.0 | 13.0 | 9.3 | 1.0 |
| 1966-67   | 25   | Los Angeles Lakers | NBA   | 3  | 50  | 7   | 19 |     |   | 5   | 5  |       | 12  | 2    |     |     |     | 7  | 19   | .368 |    | 1.000 | 16.7 | 6.3  | 4.0 | 0.7 |
| 1967-68   | 26   | Chicago Bulls      | NBA   | 5  | 57  | 3   | 12 |     |   | 0   | 0  |       | 21  | 1    |     |     |     | 13 | 6    | .250 |    |       | 11.4 | 1.2  | 4.2 | 0.2 |
| Total     |      |                    | NBA   | 11 | 200 | 26  | 63 |     |   | 12  | 18 |       | 61  | 6    |     |     |     | 35 | 64   | .413 |    | .667  | 18.2 | 5.8  | 5.5 | 0.5 |

## Assoliments personals
- Triat en el millor quintet de rookies de l'NBA el 1965.
- Medalla d'Or en els Jocs Olímpics de Tòquio 1964 amb els Estats Units.